# Stelis monticola
Stelis monticola är en biart som beskrevs av Cresson 1878. Stelis monticola ingår i släktet pansarbin, och familjen buksamlarbin. Inga underarter finns listade i Catalogue of Life.